# Mesomyia norrisi
Mesomyia norrisi är en tvåvingeart som beskrevs av M. Josephine Mackerras 1961. Mesomyia norrisi ingår i släktet Mesomyia och familjen bromsar. Inga underarter finns listade i Catalogue of Life.